# Fort Carson (Colorado)
Fort Carson es un lugar designado por el censo ubicado en el condado de El Paso en el estado estadounidense de Colorado. En el Censo de 2010 tenía una población de 13.813 habitantes y una densidad poblacional de 612,52 personas por km².

## Geografía
Fort Carson se encuentra ubicado en las coordenadas 38°44′25″N 104°47′1″O / 38.74028, -104.78361. Según la Oficina del Censo de los Estados Unidos, Fort Carson tiene una superficie total de 22.55 km², de la cual 22.55 km² corresponden a tierra firme y (0%) 0 km² es agua.

## Demografía
Según el censo de 2010, había 13.813 personas residiendo en Fort Carson. La densidad de población era de 612,52 hab./km². De los 13.813 habitantes, Fort Carson estaba compuesto por el 74.43% blancos, el 11.51% eran afroamericanos, el 0.93% eran amerindios, el 2.19% eran asiáticos, el 1.01% eran isleños del Pacífico, el 4.11% eran de otras razas y el 5.82% pertenecían a dos o más razas. Del total de la población el 15.38% eran hispanos o latinos de cualquier raza.